# 1562 a tudományban
Az 1562. év a tudományban és a technikában.

## Építészet
- felépül a római Palazzo Chigi

## Felfedezések
- Jean Ribault megalapítja az első francia gyarmatot Floridában

## Születések
- Christen Sørensen Longomontanus, dán csillagász

## Halálozások
- október 9. - Gabriele Falloppio anatómus, orvos (* 1523)